# Partula levilineata
Partula levilineata foi uma espécie de gastrópodes da família Partulidae.
Foi endémica da Polinésia Francesa.